# Łew Petruszewycz
Łew Petruszewycz (ur. w 1880 w Rakobutach, zm. w 1940 we Lwowie) – ukraiński działacz społeczny, w latach 1918-1919 poseł do Ukraińskiej Rady Narodowej ZURL, reprezentujący miasto Brzeżany.
Syn Stepana Petruszewycza, bratanek Jewhena Petruszewycza. Ukończył studia prawnicze na Uniwersytecie Lwowskim oraz Uniwersytecie Wiedeńskim, od 1910 pracował jako sędzia w Brzeżanach. W 1919 prawnik-konsultant Ministerstwa Spraw Wewnętrznych Ukraińskiej Republiki Ludowej w Kamieńcu Podolskim, następnie od listopada 1919 do marca 1923 szef Prezydialnej Kancelarii Dyktatora Zachodnioukraińskiej Republiki Ludowej w Wiedniu.
Po powrocie z emigracji w 1926 roku pracował jako adwokat, oraz syndyk Towarzystwa Ubezpieczeń Wzajemnych „Dnister”.